# 1918 v hudbě
Tento článek obsahuje události související s hudbou, které proběhly v roce 1918.

## Narození
- 24. leden – Gottfried von Einem, skladatel († 1996)
- 27. leden – Elmore James, bluesový hudebník († 1963)
- 15. únor – Hank Locklin, zpěvák († 2009)[1]
- 20. březen – Marian McPartland, jazzová pianistka[2]
- 29. březen – Pearl Bailey, zpěvák († 1990)[3]
- 3. duben – Sixten Ehrling, dirigent († 2005)[4]
- 15. květen – Eddy Arnold, country zpěvák († 2008)[5]
- 4. červen – Noel Estrada, skladatel († 1979)[6]
- 26. červen – Roger Voisin, trumpetista († 2008)[7]
- 5. červenec – George Rochberg, skladatel († 2005)[8]
- 6. červenec – Eugene List, pianista († 1985)[9]
- 24. červenec – Ruggiero Ricci, houslista[10]
- 27. červenec – Leonard Rose, violoncellista († 1984)[11]
- 18. srpna – Cisco Houston, zpěvák († 1961)[12]
- 25. srpna – Leonard Bernstein, skladatel († 1990)
- 22. září – Henryk Szeryng, houslista († 1988)[13]
- 23. září – Lola Graham, pianistka († 1992)[14]
- 7. listopadu – Václav Vacek, český houslista a pedagog († 1992)
- 20. listopadu – Tibor Frešo, slovenský skladatel († 1987)
- 19. prosince – Professor Longhair, bluesový pianista († 1980)[15]